# Vardapetes
Vardapetes (em armênio/arménio:  Վարդապետ, transl. Vardapet) é um título dado a hieromonges altamente educados na Igreja Apostólica Armênia. Foi traduzido de várias maneiras como 'doutor', 'doutor-monge', 'arquimandrita' ou 'doutor em teologia'.

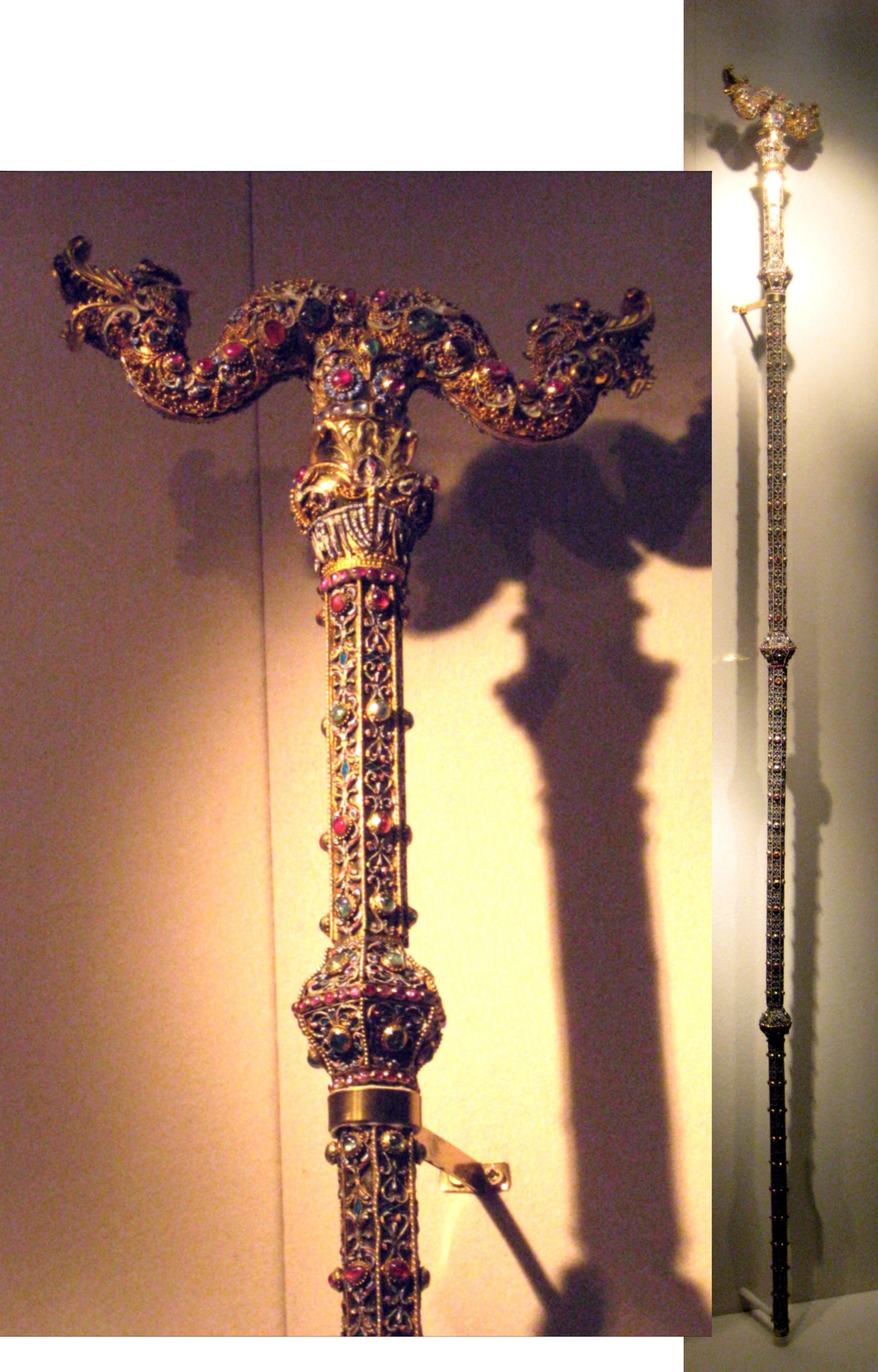
Um báculo de vardapetes com uma serpente de duas cabeças, primeiro quarto do século XIX

O termo originou-se de vardbad, um termo do persa médio, enquanto a variante parta, varžapet, é mantida em armênio para "professor". James R. Russell disse que a forma do persa médio indica que o título armênio cristão foi adotado no modelo de um ofício sassânida zoroastriano. O termo vardapetes, que no armênio clássico tinha o significado primário de 'professor' ou 'diretor', tem sido usado na Igreja Armênia desde seus primeiros dias. Mesrobes Mastósio, o criador do alfabeto armênio, é considerado o primeiro grande vardapetes. Um vardapetes tem o direito de interpretar as escrituras, pregar e, especialmente, ensinar. O cajado de um vardapetes (gavazan) é um símbolo de seu ofício. O título de vardapetes requer ordenação especial e não é mantido por todos os clérigos armênios de alto escalão; houve bispos e patriarcas armênios que não alcançaram o posto de vardapetes.

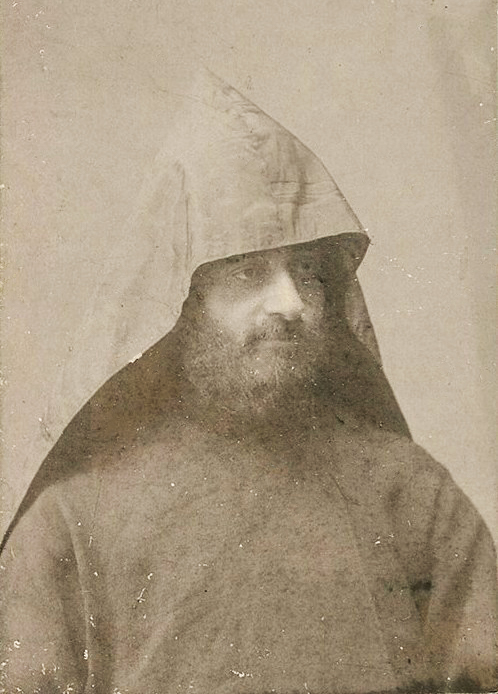
O compositor Komitas, um dos vardapetes mais famosos, em um veghar (capuz de padre armênio).

A Igreja Armênia tem quatorze categorias de vardapetes, que são concedidas a padres celibatários que concluíram educação especial e apresentaram uma tese. As quatro primeiras categorias de vardapes são chamadas masnavor vardapetut'yun ou 'vardapet-hood parcial/menor', enquanto as dez restantes são chamadas tsayraguyn vardapetut'yun ou 'vardapet-hood supremo'. A ordenação de novos vardapetes era anteriormente conduzida por tsayraguyn vardapet s, mas agora é feita apenas por bispos. As categorias mais baixas de vardapetes são equivalentes ao grau de Mestre em Divindade, enquanto a categoria de tsayraguyn vardapet é equivalente ao grau de Doutor em Divindade. Os cânones da vardapet-hood foram registrados pelo jurista e teólogo medieval Mkhitar Gosh, enquanto Gregório de Tateve estabeleceu as quatorze categorias de vardapetes e as regras para sua concessão, que são usadas hoje pela Igreja Armênia. Mkhitar Gosh escreve que um clérigo só poderia receber o título de vardapetes após exame por um painel de dois ou três vardapetes. Os discursos apresentados por aspirantes a vardapetes na Universidade medieval de Glazor foram preservados em alguns manuscritos armênios, o que mostra que esses discursos tratavam de temas filosóficos e teológicos específicos.
O termo erkotasan vardapetk, 'doze vardapetes', refere-se aos doze grandes líderes da Igreja cristã primitiva venerados na Igreja Armênia: Hieroteu, o Tesmóteta, Dionísio, o Areopagita, Silvestre I, Atanásio de Alexandria, Cirilo de Jerusalém, Efrém, o Sírio, Basílio de Cesareia, Gregório de Níssa, Gregório de Nazianzo, Epifânio de Salamina, João Crisóstomo e Cirilo de Alexandria. Vários autores cristãos armênios proeminentes são agrupados sob o nome t'argmanich' vardapetk' 'tradutor vardapetes': Mesrobes Mastósio, Eliseu, Moisés de Corene, Davi, o Invencível, Gregório de Narek, Narses, o Gracioso, João de Ozum, João de Orotã e Gregório de Tateve.